# جوان ماغواير مور
جوان ماغواير مور (بالإنجليزية: Joan McGuire Mohr)‏ هي كاتِبة ومؤرخة أمريكية، ولدت في 1949.